# Costituzione spagnola del 1812

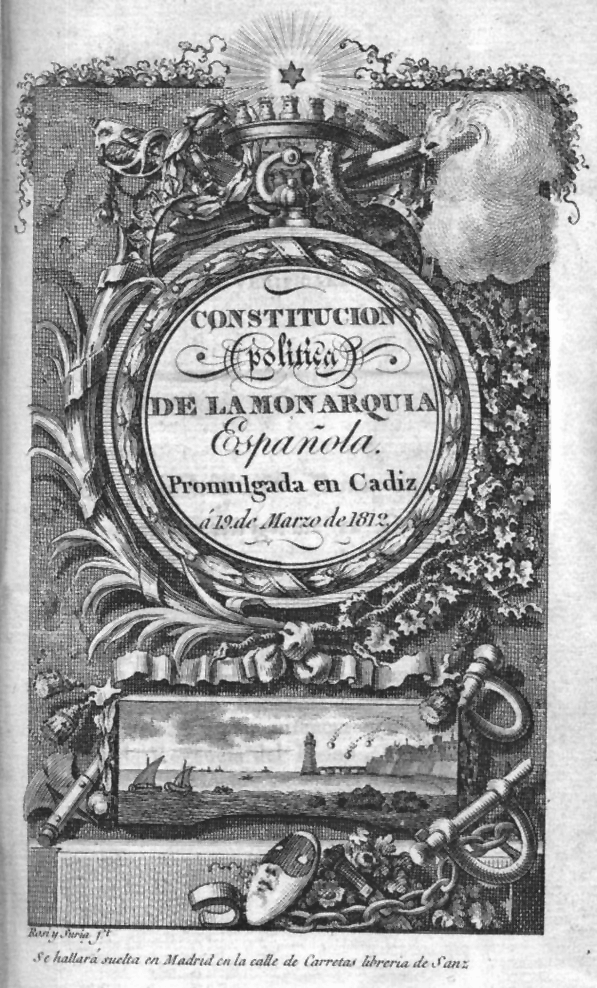
Il frontespizio della Costituzione del 1812

La costituzione spagnola del 1812, nota anche come la Costituzione di Cadice o La Pepa, è la carta costituzionale promulgata il 19 marzo del 1812 dalle Cortes, il parlamento iberico, in opposizione all'occupazione napoleonica e al regime di Giuseppe Bonaparte. Secondo questa Costituzione lo Stato era una monarchia costituzionale in cui il Re aveva dei poteri limitati, adottava il principio della separazione dei poteri, il suffragio universale maschile e permetteva la libertà d'impresa.

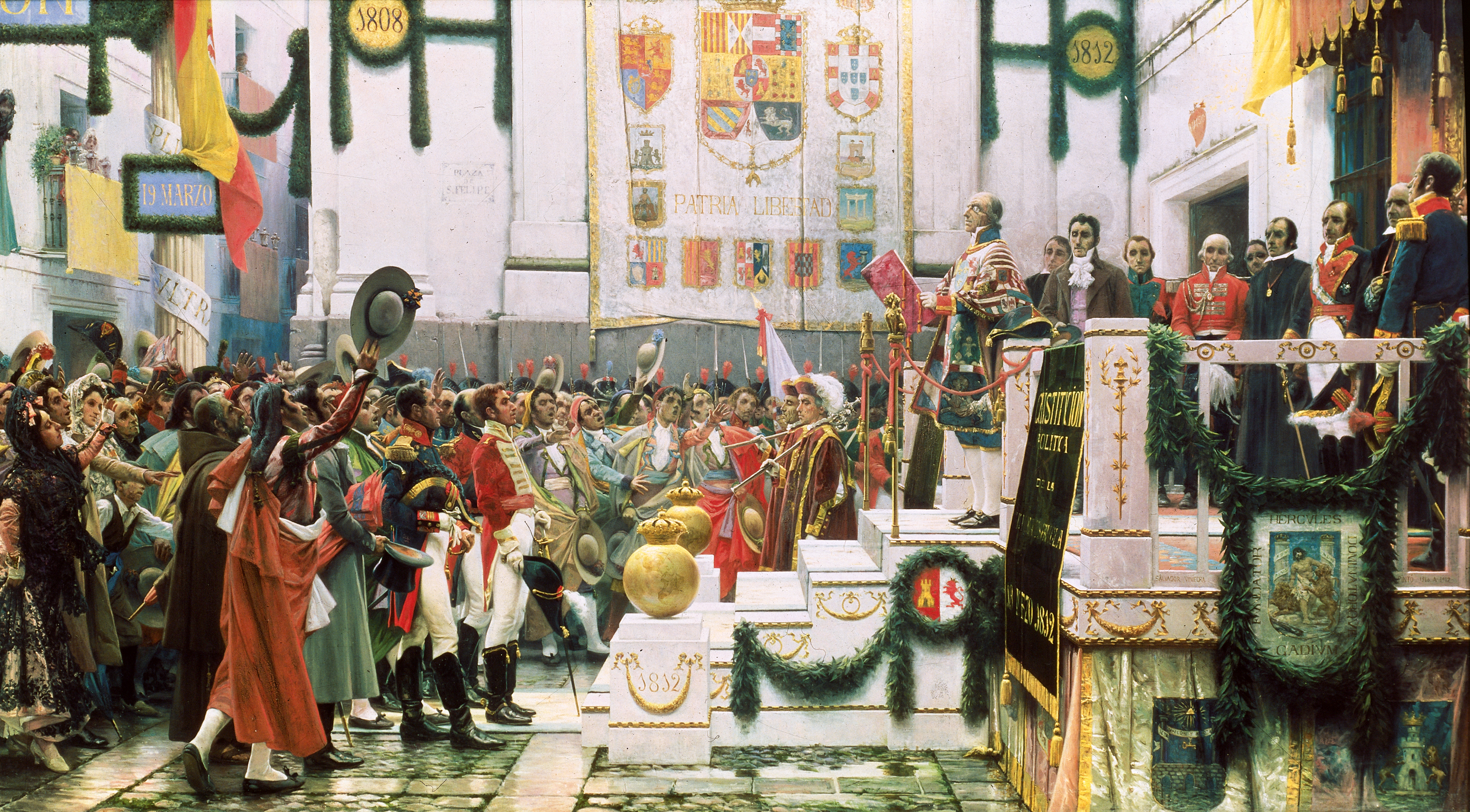
La promulgazione della Constitución de 1812, opera di Salvador Viniegra

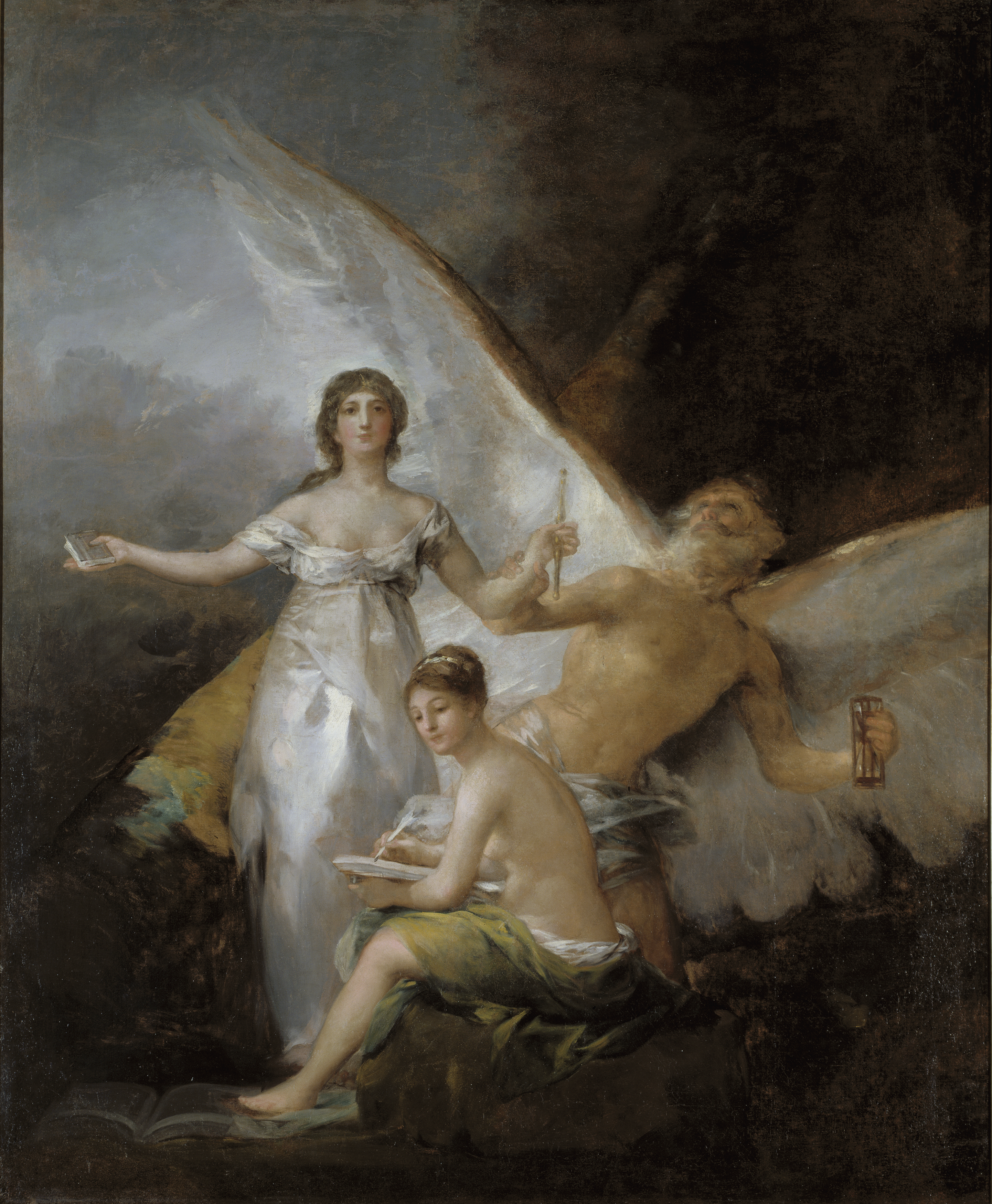
Allegoria della costituzione del 1812.

## Storia
Di fronte all'avanzata francese il 24 settembre 1810 furono convocate a Cadice (una delle poche zone ancora non conquistate dai francesi) le cortes, secondo la vecchia prassi parlamentare iberica. Dopo due anni di intenso lavoro, il 18 marzo 1812 approvarono una costituzione, che, per la prima volta, dunque, era votata e non soltanto ottriata, ovvero concessa.
Soppressa il 4 maggio 1814 da Ferdinando VII appena rientrato in Spagna, fu ripristinata nel 1820.

## L'impianto e le caratteristiche principali
Essa riconosceva una monarchia ereditaria, a cui veniva affidato il potere esecutivo e a cui veniva attribuita la nomina dei magistrati. Il re esercitava il suo comando attraverso i cosiddetti segretari — ovvero dei ministri — il cui numero era fissato dalle cortes, ma la cui scelta spettava al monarca.
Costoro, semplici esecutori del suo volere, erano coadiuvati da un consiglio di Stato, i cui membri venivano scelti dal re su proposta delle cortes. Sempre al re spettava il diritto di veto sulle leggi votate dalle cortes. La sovranità, come nella costituzione francese del 1791, risiedeva non più nel re, ma nella nazione, intesa a quel tempo come gruppo di individui che condividono un destino politico comune per tradizione di vita associata, formatasi per una comunanza di fattori, tra cui lingua, territorio, religione, razza, consuetudini sociali e giuridiche. In realtà per osservare le conseguenze della nazionalizzazione della patria e dei suoi cittadini (processo storico europeo il cui epicentro si può identificare nell'illuminismo più radicale della Francia pre-rivoluzionaria, ma che per osservarne i risultati quali la creazione di narrative storiche riguardo ad un passato collettivo nazionale, la costruzione di miti nazionali ed un sistema simbolico con referente la Nazione, bisognerà aspettare il secondo terzo del secolo XIX) bisognerà aspettare in Spagna il periodo di Ferdinando VII, e nel 1812 per 'nazione' si intendeva un'istituzione rappresentata in ultima istanza dal Re ed esistente in quanto fondata su un accordo fra le varie componenti socio-territoriali dei domini spagnoli.
Il sistema parlamentare, cui è affidato il potere legislativo, è unicamerale, quello delle già citate cortes. Queste sembrano risentire ancora parecchio dalla tradizione parlamentare di matrice medievale, con sessioni fisse ogni anno per tre mesi ed un sistema elettorale piramidale che sale per tre gradi dalle parrocchie, ai distretti, alle province fino al Parlamento. L'elezione, benché a suffragio ristretto, era di tutti i membri delle cortes (ogni due anni) all'interno delle quali non compaiono né nobiltà né clero. Accanto a queste disposizioni la Costituzione di Cadice, constando di 384 articoli, ne conteneva numerose altre riguardanti, in primis, la religione, che era, vi si legge, la "cattolica, apostolica e romana, unica vera. La nazione la protegge con leggi savie e giuste, e vieta l'esercizio di ogni altra". Di notevole importanza risultavano anche la disciplina delle amministrazioni locali, la milizia, l'istruzione, l'imposizione fiscale e la possibilità di riforme costituzionali.

## La fortuna della Costituzione di Cadice
L'adesione al modello monocamerale, nel quale l'élite liberale ottocentesca vide la possibilità di garantire ogni forma di rappresentanza, si distanzia dalla matrice illuminista francese e, proprio in quanto considerata meno giacobina, verrà presa a modello da ampia parte dei sovrani europei.
In Italia fu brevemente adottata da Carlo Alberto, il quale la adottò in qualità di reggente, dopo l'abdicazione di Vittorio Emanuele I di Savoia, durante i moti del 1821, con riserva dell'approvazione del re.
Fu presa a modello durante i moti rivoluzionari del 1848, per l'adozione dello statuto costituzionale in diversi stati preunitari italiani.